# Michel Laub
Michel Laub, född 1973 i Porto Alegre, är en brasiliansk författare och  journalist. Han har skrivit romaner sedan 2001. Laubs självbiografiska Diário da queda (baserad på farfaderns upplevelser från Auschwitz) kom 2014 på svenska som Att falla.

## Biografi
Laub tog 1996 examen i juridik vid Universidade Federal do Rio Grande do Sul i hemstaden Porto Alegre. Han läste även journalistik vid stadens andra universitet Pontifícia Universidade Católica do Rio Grande do Sul, studier som dock aldrig avslutades. Därefter arbetade han en tid som advokat, innan han gav upp den karriären. För tidningarna Carta Capital och República började han skriva texter om ekonomi och politik.
År 1997 flyttade Laub till São Paulo; där arbetade han för tidningen Bravo! som han senare blev redaktionschef för. År 1998 publicerade han sin första bok, novellsamlingen Não depois do que aconteceu ('Inte efter det som hänt').
Laub blev tidskrifts- och kursansvarig vid Instituto Moreira Salles och iklädde sig senare rollen som webbredaktör.
Michel Laubs första roman, 2001 års Música anterior, mottog Brasilianska författarförbundets "Prêmio Érico Veríssimo" som årets debutbok. 2005 erhöll han ett stipendium från Fundação Vitae, vilket gjorde det möjligt för honom att skriva O segundo tempo ('Den andra gången').
Inför 2011 års Diário da queda ('Fallets dagbok') fick Laub stipendiepengar från Fundação Nacional de Artes, Brasiliens kulturråd. I den romanen tog han för första gången upp sina egna judiska rötter, baserat på de dagböcker som hans farfar lämnat efter sig. Farfadern var en av överlevarna från koncentrationslägret i Auschwitz.. Diário da queda belönades med "Prêmio Brasília de Literatura" i kategorin roman, utdelat 2012 under den första brasilianska biennalen för böcker och läsning. 2014 kom boken ut på svenska, under titeln Att falla.
Den brittiska litteraturtidskriften Granta har utnämnt Michel Laub till en av Brasiliens 20 bästa unga författare.

## Utmärkelser
- 2011 – "Erico Verissimo"[1]
- 2011 – "Bravo/Prime"[7]
- 2012 – Bienal de Brasília[7]

Nomineringar
- "Portugal Telecom" (2005, 2007 och 2012)
- Zaffari&Bourbon (2005 och 2012)
- "Prêmio Jabuti" (2007)
- "Prêmio São Paulo de Literatura" (2012)

## Källhänvisningar
Den här artikeln är helt eller delvis baserad på material från portugisiskspråkiga Wikipedia, 10 september 2014.
1. 1 2 3 4  "Papo rápido com Michel Laub". Jornada Nacional de Literatura
2. ↑  "Michel Laub". Companhiadasletras.com.br. Läst 22 september 2014. (portugisiska)
3. ↑  "Laub, Michel".[död länk] Enciclopédia Itaú Cultural da Literatura Brasileira. Läst 22 september 2014. (portugisiska)
4. ↑  "Livro de Michel Laub reflete a herança do Holocausto". Correio Braziliense, 2011-04-12. Läst 22 september 2014. (portugisiska)
5. ↑  "Entrevista com Michel Laub". Fórum Virtual de Literatura e Teatro, 2011-05. Läst 22 september 2014. (portugisiska)
6. ↑  Lagerholm, Martin (2014-08-28): "En överlevares barnbarn söker riktning i livet". Svd.se. Läst 22 september 2014.
7. 1 2  "Laub". Arkiverad 22 september 2014 hämtat från the Wayback Machine. Bokmassan.se, 2014-08-28. Läst 22 september 2014. (engelska)